# Parlamentsvalget i Gibraltar 2011
Parlamentsvalget i Gibraltar 2011 blev afholdt den 8. december 2011.

## Valgresultat
| Partier                                                                        | Partier                          | Stemmer | %      | Mandater |
| ------------------------------------------------------------------------------ | -------------------------------- | ------- | ------ | -------- |
| Alliance                                                                       | Gibraltar Socialist Labour Party | 59,824  | 34.23  | 7        |
| Alliance                                                                       | Gibraltar Liberal Party          | 25,590  | 14.64  | 3        |
| Gibraltar Social Democrats                                                     | Gibraltar Social Democrats       | 81,721  | 46.76  | 7        |
| Progressive Democratic Party                                                   | Progressive Democratic Party     | 7,622   | 4.36   | —        |
| Total (deltagelse 81.4%)                                                       | Total (deltagelse 81.4%)         | 174,757 | 100.00 | 17       |
| Kilde: Government of Gibraltar Arkiveret 14. december 2013 hos Wayback Machine |                                  |         |        |          |

### Valgte medlemmer
De 17 valgte medlemmer af Gibraltars parlament var:
- Balban, Paul John (GSLP)
- Bossano, Joseph John (GSLP)
- Bossino, Damon James (GSD)
- Caruana, Peter Richard (GSD)
- Cortes, John Emmanuel (GSLP)
- Costa, Neil Francis (GLP)
- Ellul-Hammond, Isobel Marie (GSD)
- Feetham, Daniel Anthony (GSD)
- Figueras, Selwyn Matthew (GSD)
- Garcia, Joseph John (GLP)
- Isola, Albert (GSLP)
- Licudi, Gilbert Horace (GSLP)
- Linares, Steven Ernest (GLP)
- Netto, James Joseph (GSD)
- Picardo, Fabian Raymond (GSLP)
- Reyes, Edwin Joseph (GSD)
- Sacramento, Samantha Jane (GSLP)